# Hiéroglyphe égyptien A54
Le hiéroglyphe égyptien A54 (momie couchée), est classifiée dans la section A « L'Homme et ses occupations » de la liste de Gardiner ; cet hiéroglyphe y est noté A54.

## Représentation
Il représente un homme couché momifié et osirifié portant la barbe recourbé des dieux.
C'est un déterminatif du champ lexical de la mort.
| A55 |

| A55 |

## Exemples de mots
| mn · n | i | A54 |

| mn · n | i | A54 |

| nb | S34 | n · x | A54 |

| nb | S34 | n · x | A54 |

| x · p · A54 |

| x · p · A54 |